# 金裕皖
金裕皖是安徽界首出产的一种白酒。界首当地酿酒历史悠久，《颍州志》记载：公元1050年，欧阳修时任颍州知府，夜宿界沟（今安徽界首）。当地有老者爱其文，奉自酿美酒，修饮后赞不绝口，询知佳酿无名，念此地桑柘萧条，祝民富仓裕，五谷丰登，遂赠酒名“金裕”。当地所酿自此皆以金裕称之，以广招徕。1919年当地段氏家族在韩湾村明朝窖池遗址基础上成立“金裕糟坊”；1949年当地易手后糟坊被当局没收，成立了界首县颍川酒厂，后数度易名、改制，段氏后人因掌握酿酒技术而供职于国营酒厂。时任总经理的段氏第四代传人于2004年筹资收购酒厂，改制为民企。为突破困境，酒厂于2005年引进五粮液酿造工艺，对原传统酿造技术进行了改进，将老五甑改为多粮工艺；推出的产品大受欢迎，取代了以前所有产品，并多次获奖。金裕皖酒乃以高粱、大麦、小麦、豌豆为原料，经稻壳清蒸、辅料清蒸、原料清蒸、酒醅清蒸、续糟混蒸、高温润料、控浆降酸、控浆减水、堆积淀粉高、堆积温度高、入池水分高、低温入池、分层入窖、打梗摊晾、双轮续糟发酵、看花摘酒等69道工序酿成，现产品包括金裕皖、金裕坊、和陋室铭三个系列，均为浓香型白酒。金裕皖现主要销售市场为为安徽本省，和以界首为中心，半径为三百公里内的邻省区域。